# 방셀라스 다바야
방셀라스 다바야 티엔최(프랑스어: Vencelas Dabaya Tientcheu, 1981년 4월 28일~)은 카메룬 출신 프랑스의 역도 선수이다. 카메룬 국가대표 선수로 활동하다가 2005년부터 프랑스 국가대표 선수로 활동했으며 2008년 하계 올림픽 남자 라이트급 종목에서 은메달을 획득했다. 또한 세계 선수권 대회에서 금메달 1개, 동메달 1개, 유럽 선수권 대회에서 금메달 1개, 은메달 3개, 동메달 1개를 획득했다.